# آدم بينيت
آدم بينيت هو لاعب هوكي الجليد كندي، ولد في 30 مارس 1971 في جورجتاون ‏ في كندا.

## وصلات خارجية
- آدم بينيت على موقع دوري الهوكي الوطني (الإنجليزية)
- آدم بينيت على موقع قاعة مشاهير الهوكي (لاعب أن.إتش.أل) (الإنجليزية)
- آدم بينيت على موقع EliteProspects.com (الإنجليزية)
- آدم بينيت على موقع HockeyDB.com (الإنجليزية)
- آدم بينيت على موقع Hockey-Reference.com (الإنجليزية)